# Alaincourt (Haute-Saône)
Alaincourt [alɛ̃kuʁ] ist eine französische Gemeinde im Département Haute-Saône in der Region Bourgogne-Franche-Comté.

## Geographie
Alaincourt liegt auf einer Höhe von 248 m über dem Meeresspiegel, zweieinhalb Kilometer nördlich von Vauvillers und etwa 36 Kilometer nördlich der Stadt Vesoul (Luftlinie). Das Dorf erstreckt sich im nördlichen Teil des Departements, in der Talmulde des Ruisseau de la Prairie südlich des Côney, am Nordfuß der Höhen von Vauvillers.
Die Fläche des 5,83 km² großen Gemeindegebiets umfasst einen Abschnitt in der leicht gewellten Landschaft östlich des oberen Saônetals. Der nördliche Gemeindeteil wird von der Alluvialebene des Côney eingenommen, der abschnittsweise die Nordgrenze markiert. Parallel nördlich des Flusses verläuft die Wasserstraße des Canal de l’Est. Die Talaue liegt durchschnittlich auf 235 m und weist eine Breite von ungefähr einem Kilometer auf.
Vom Flusslauf erstreckt sich das Gemeindeareal südwärts in die Talmulde seines Seitenbaches Ruisseau de la Prairie. Landwirtschaftliche Nutzung herrscht hier vor. Flankiert wird die Mulde von einem Plateau mit ausgedehnten Waldungen: Bois de Foignouse im Westen und Bois de la Craie im Osten. Gegen Süden steigt das Plateau leicht an, so dass am Fuß der Höhen von Vauvillers mit 285 m die höchste Erhebung von Alaincourt erreicht wird. In geologisch-tektonischer Hinsicht besteht das Gelände aus Buntsandstein der unteren Trias und Muschelkalk der Mitteltrias.
Nachbargemeinden von Alaincourt sind Selles und Pont-du-Bois im Norden, Vauvillers im Osten sowie Montdoré im Süden und Westen.

## Geschichte
Im Mittelalter gehörte Alaincourt zur Freigrafschaft Burgund und darin zum Gebiet des Bailliage d’Amont. Die lokale Herrschaft hatten die Herren von Vauvillers inne. Später war der Ort geteilt zwischen der Freigrafschaft und dem Herzogtum Bar. Mit dem Einmarsch des französischen Königs in die Franche-Comté gelangte Alaincourt 1674 an Frankreich.

## Sehenswürdigkeiten
Die Kirche Saint-Nicolas wurde im 15. und 16. Jahrhundert im gotischen Stil erbaut. Die Fassade und ein Teil des Schiffes wurden 1840 neu errichtet. Die Kirche besitzt ein Portal im Flamboyantstil und Statuen aus dem 15. Jahrhundert. Aus dem 19. Jahrhundert stammen drei Lavoirs entlang der Rue des Fontaines-Fleuries, die einst als Waschhaus und Viehtränke dienten. Nördlich des Dorfes steht ein Calvaire aus dem 17. Jahrhundert.

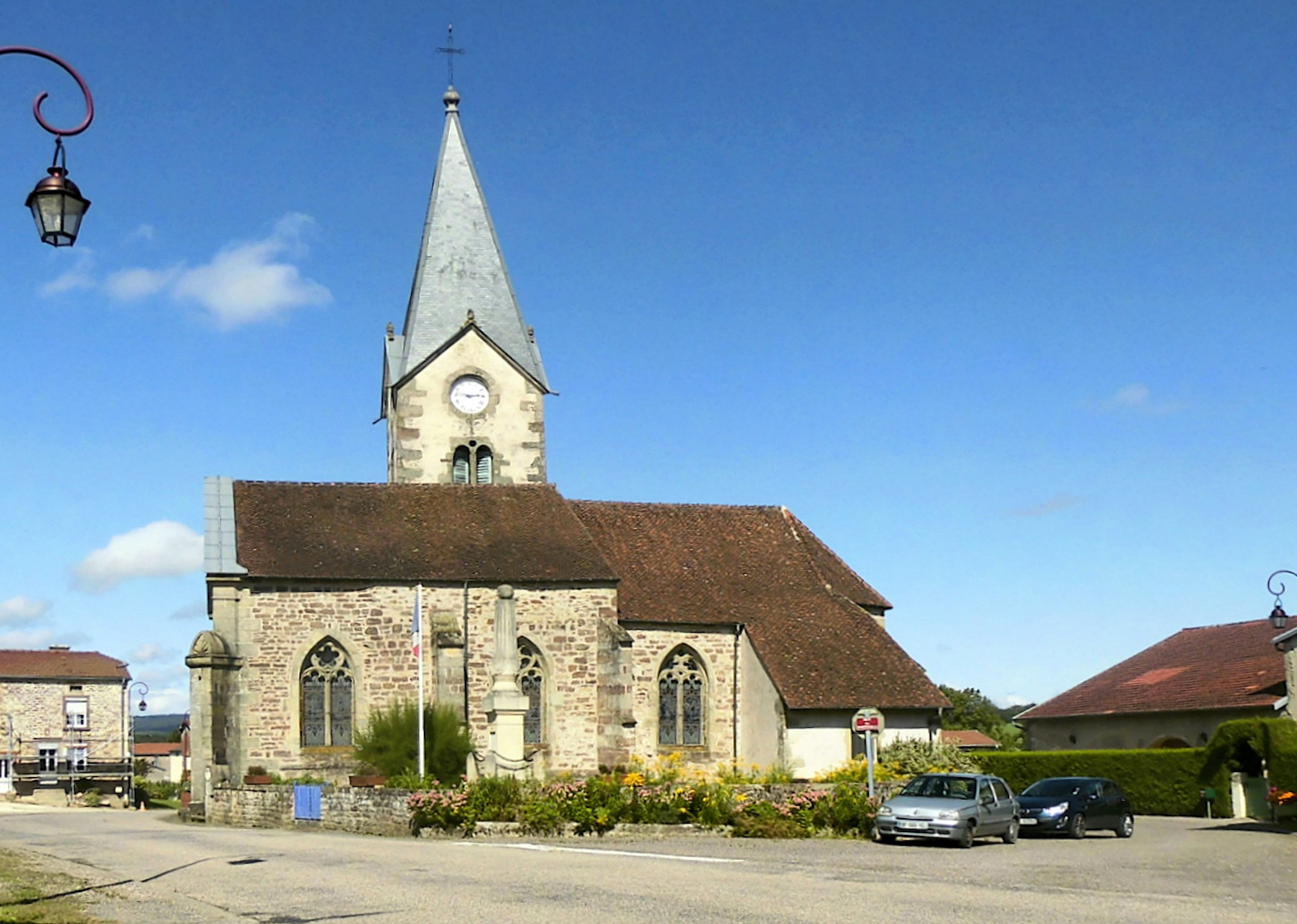
Kirche Saint-Nicolas
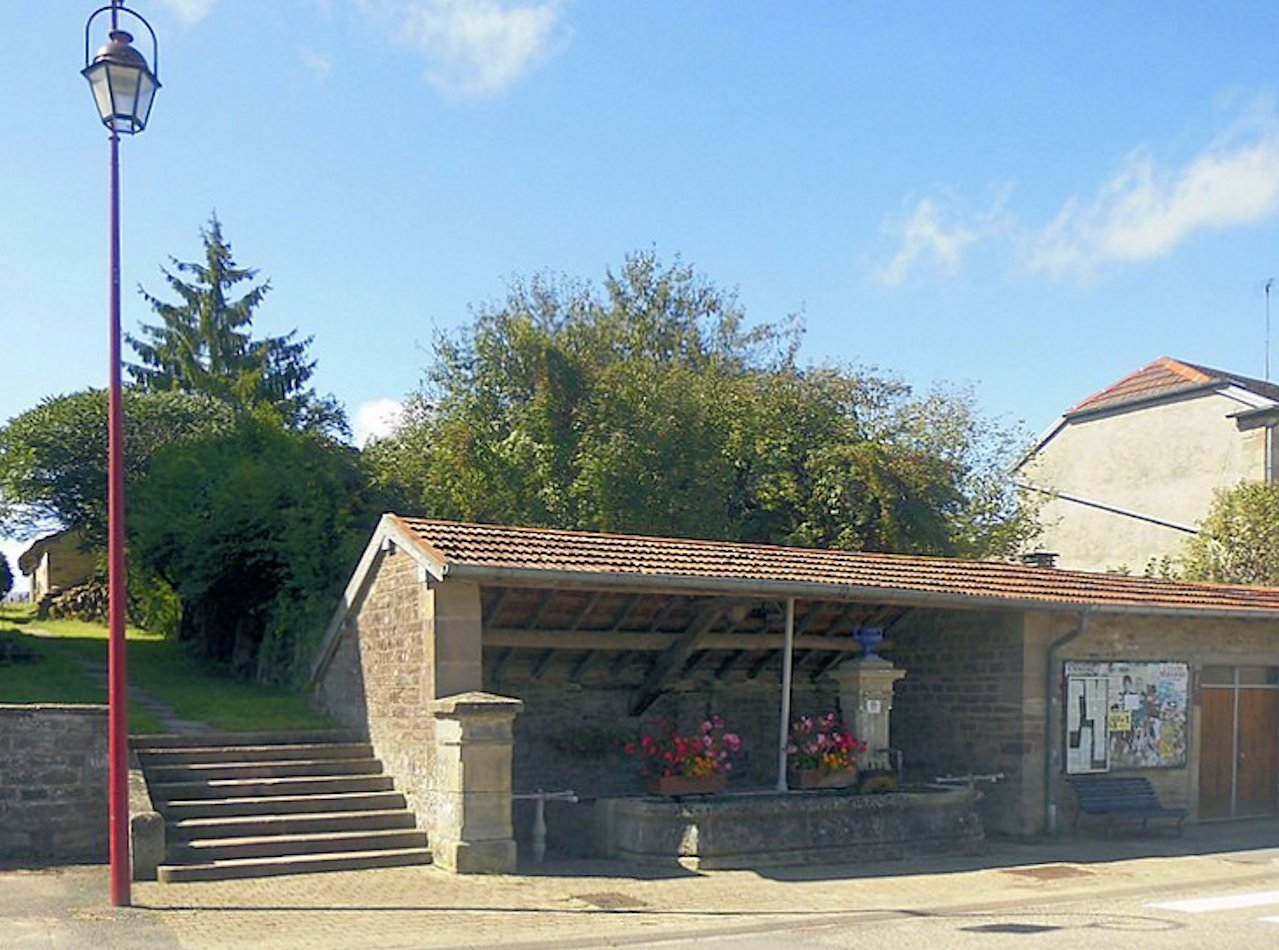
Lavoir am Rathaus

## Bevölkerung
| Jahr                       | 1962 | 1968 | 1975 | 1982 | 1990 | 1999 | 2006 | 2018 |
| Einwohner                  | 108  | 92   | 82   | 72   | 85   | 89   | 96   | 108  |
| Quellen: Cassini und INSEE |      |      |      |      |      |      |      |      |

Mit 98 Einwohnern (1. Januar 2022) gehört Alaincourt zu den kleinsten Gemeinden des Départements Haute-Saône. Nachdem die Einwohnerzahl in der ersten Hälfte des 20. Jahrhunderts deutlich abgenommen hatte (1881 wurden noch 186 Personen gezählt), wurde seit Beginn der 1980er Jahre wieder ein leichtes Bevölkerungswachstum verzeichnet.

## Wirtschaft und Infrastruktur
Alaincourt war bis weit ins 20. Jahrhundert hinein ein vorwiegend durch die Landwirtschaft (Ackerbau, Obstbau und Viehzucht) und die Forstwirtschaft geprägtes Dorf. Heute gibt es einige Betriebe des lokalen Kleingewerbes, vor allem in der Holzverarbeitung. In den letzten Jahrzehnten hat sich das Dorf zu einer Wohngemeinde gewandelt. Viele Erwerbstätige sind deshalb Wegpendler, die in den größeren Ortschaften der Umgebung ihrer Arbeit nachgehen.
Die Ortschaft liegt abseits der größeren Durchgangsachsen an einer Departementsstraße, die von Vauvillers nach Passavant-la-Rochère führt. Weitere Straßenverbindungen bestehen mit Pont-du-Bois und Montdoré.